# Aleksej Maksimovič Kaledin
Aleksej Maksimovič Kaledin (in russo Алексе́й Макси́мович Каледи́н; Ust'-Chopërskaja, 24 ottobre 1861 – Novočerkassk, 11 febbraio 1918) è stato un generale russo.
Guidò le truppe cosacche controrivoluzionarie dell'Armata Bianca durante le fasi iniziali della Guerra civile russa.

## Biografia
Kaledin si diplomò all'Accademia militare di Voronež nel 1882. Dal 1903 al 1906, diresse la Scuola Militare di Novočerkassk. Dal 1906 al 1910, fu Capo di stato maggiore dell'armata cosacca del Don.
Durante la prima guerra mondiale, fu a comando del 12º battaglione di Cavalleria e dell'8ª Armata sul fronte Sud-occidentale. Kaledin non accettò la rivoluzione di Febbraio del 1917 e venne sollevato dal comando dal Governo provvisorio per insubordinazione. Il 17 giugno 1917, venne dichiarato "Atamano" dei Cosacchi del Don, e dietro insistenza di Mitrofan Bogaevskij, prese il comando dell'armata cosacca. Nell'agosto 1917, a Mosca, Kaledin intensificò i suoi piani di repressione violenta del movimento rivoluzionario.
Il 29 agosto, le autorità locali di Novočerkassk decisero di chiedere a Aleksandr Kerenskij di sollevare dall'incarico il generale Kaledin e di arrestarlo per aver diffuso propaganda Korniloviana tra i cosacchi della regione del Don. Il 31 agosto Kerenskij inviò un telegramma dicendo che il generale sarebbe stato immediatamente sollevato dall'incarico ed arrestato per incitamento alla sommossa.
Il 6 settembre Kaledin cercò di argomentare la propria difesa e di proteggere Kornilov dalle accuse del governo provvisorio. Il 25 ottobre, egli dichiarò che fino a quando l'autorità del governo provvisorio non fosse stata ristabilita in tutta la Russia, l'armata cosacca avrebbe preso il controllo della regione del Don.
Questo annuncio segnò l'inizio della cosiddetta "Kaledinščina", la ribellione controrivoluzionaria nella regione del Don. Dopo varie sconfitte per mano dell'Armata Rossa, il 29 gennaio 1918, Kaledin rassegnò le dimissioni e l'11 febbraio 1918 si suicidò sparandosi un colpo in testa.